# UFO: Afterlight – Bitwa o Marsa
UFO: Afterlight – Bitwa o Marsa – trzecia gra firmy Altar Interactive, rozgrywająca się w przyszłości i będąca kontynuacją fabuły z poprzednich części cyklu.
Tym razem, 50 lat po ostatniej części gracz dowodzi ludźmi kolonizującymi planetę Mars. Zadaniem gracza jest wykorzystanie środków dostępnym kolonistom i przetrwanie.
Do gry dostępne są narzędzia do tworzenia własnych modyfikacji, a w czerwcu 2007 rozstrzygnięty został oficjalny konkurs na mody do gry.

## Fabuła
Akcja UFO: Afterlight – Bitwa o Marsa rozgrywa się w przyszłości na planecie Mars, gdzie przeniosła się część ludzkości zostawiając Obcym Ziemię. W samowystarczalnej kolonii zbudowanej z dużą pomocą Retikulan pracuje około 20 kolonistów, z których niewielu już pamięta rodzimą planetę. W stanie hibernacji jest dalsze 10 000 kolonistów czekając, aż   planeta po terraformacji będzie zdatna do zamieszkania.
W trakcie prac wykopaliskowych Ziemianie odkrywają pozostałości nieznanej, wysoko rozwiniętej cywilizacji i dążąc do odkrycia tajemnicy przypadkiem uruchamiają mechanizm obronny. Są to roboty bojowe mające bronić Marsa przed obcymi rasami. W trakcie gry przyjdzie jednak spotkać im się również z innymi zagrożeniami, w tym ze Zwierzoludźmi, czasem nazywanymi również Bestiami, którzy przybędą na Marsa poprzez bramy hiperprzestrzenne.